# It's crazy for you
「It's crazy for you」（イッツ・クレイジー・フォー・ユー）は、日本の歌手・愛内里菜の2作目のシングル。

## 概要
- 本人曰く「デビュー前にレコーディングが開始されていた」との事であり、本作のリリースに不安を感じていたという。
- シングルでは唯一のノン・タイアップ作品だが、初動売り上げとオリコン最高位は前作を上回った。

## 収録曲
1. It's crazy for you
  - 作詞：愛内里菜　作曲：大野愛果　編曲：尾城九龍

作曲者・大野のセルフカバー・アルバム『Shadows of Dreams』には、この楽曲をDeron Reynoldsが英作詞した「I'm crazy for you」が収録されている。
2. golden moonlight
  - 作詞：愛内里菜　作曲：大野愛果　編曲：尾城九龍
3. It's crazy for you 〜VIVA RINA THE WEST“☆”REMIX〜
  - 作詞：愛内里菜　作曲：大野愛果　編曲：CAPTAIN DINAMO
4. Black eyes,Blue tears 〜The Spy Who Came In From The Cold In Montparnasse Mix〜
  - 作詞：愛内里菜　作曲：大野愛果　編曲：Division of Mark
5. It's crazy for you 〜instrumental〜

## 収録アルバム
- Be Happy (#1)
- Single Collection (#1)
- ALL SINGLES BEST 〜THANX 10th ANNIVERSARY〜 (#1)
- COLORS (#2)